# Néstor Barron
Pour les articles homonymes, voir Barron.
Néstor Barron (né le 29 janvier 1969 à Buenos Aires, Argentine) est un écrivain, poète, romancier, scénariste et musicien argentin.

## Biographie
Il a commencé son activité artistique très tôt, avec ses premiers concerts de guitare classique à l’âge de 12 ans. Aussitôt, il s’est dirigé vers le rock et la musique populaire, en intégrant le groupe MIA (Musiciens Indépendants Associés) quand il avait 16 ans. Parallèlement, il a commencé à écrire. Il publie son premier livre Eromancia (Ediciones Oliverio, Buenos Aires).
Dans ses travaux musicaux, on peut citer l'album Le retour des Bêtes Domestiques, enregistré en 1995 à les études de Litto Nebbia, célèbre pionnier du rock argentin.
On doit signaler aussi son œuvre de scénariste de télévision et de radio. Comme réalisateur il a enregistré en Italie quelques films documentaires : San Francisco d'Assissi, Saint Pierre, Les mystères de Siena, et Rome, la Ville Éternelle.
Comme scénariste de bandes dessinées, il a écrit des histoires pour les personnages les plus fameux de l'Argentine ; encore aujourd'hui il continue d'écrire des BD pour le marché européen. "Malouines : Le ciel appartient aux faucons", est paru sur les Éditions Paquet, Suisse. L'œuvre se compose de quatre tomes, desquels jusqu'au moment trois ont été publiés : "Skyhawk" (2010), "Pucará" (2012) et "Super Étendard" (2013).
Ces dernières années, Nestor Barron a centré son travail sur la poésie et la narration. Son récent livre Kallfv Mapu : Anthologie de la Poésie Mapuche Contemporaine a été préfacé par l'écrivain Osvaldo Bayer, l'un des référents culturels les plus importants du monde hispano-américain.
Derniers livres parus : Éthique du Soldat  (poésie, Ediciones Continente, Buenos Aires, 2009), Celles Autres (Histoires du misogyne qui aimait toutes les femmes)  (poésie, Ediciones Continente, Buenos Aires, 2008) et Allez tous vous faire foutre, disait Clint Eastwood  (roman, Ediciones Continente, Buenos Aires, 2007).
En août 2013 est publié son nouveau bouquin de poésie, Chansons irlandaises, qui a un prologue de Liam Clancy, une légende de la musique traditionnelle irlandaise.
Avant sa publication, l'un des poèmes de Éthique du Soldat avait été déjà choisi pour intégrer la sélection internationale du Festival de la Poésie à Paris (26 septembre - 3 octobre 2009), dirigé par Yvan Tetelbom, créateur de Poètes à Paris. 
Le poète français Guy Allix a fait, dans son site web, une anthologie de la version française de Éthique du Soldat, et il a dit sur cet auteur : « Naître, c'est déjà arriver trop tard », nous dit Nestor Barron dans un désespoir porté à hauteur d'homme, pleinement assumé. Il y a dans cette poésie quelque chose de radical et de rugueux qui, par delà les affres d'une époque, plonge dans nos profondeurs les plus secrètes et les plus terribles et semble y trouver paradoxalement comme un antidote au mal de vivre, comme une énergie indomptable. Cela montre un chemin sans complaisance, un chemin de vrai courage dans des temps de démission générale.
En octobre 2015, après plus de trois ans de retard, finalement a été publié son roman Jazz, chaînon fondamental dans la saga que l'auteur développe d'une manière parallèle dans sa narration et sa poésie.
Certains d'entre ses travaux - poésie, narration, bande dessinée - ont été traduits aux langues français, portugais, anglais, italien et russe.

## Œuvres principales
- Jazz... o la gran novela psicótica argentina (Jazz... ou Le grand roman psychotique argentine, 2015)  (ISBN 978-950-754-528-3)
- Canciones irlandesas (Chansons irlandaises, 2013)  (ISBN 978-950-754-400-2)
- Ética del Soldado (2009)  (ISBN 978-950-754-256-5) - Version en français : Éthique du Soldat
- Las Otras (Historias del misógino que amaba a todas las mujeres) (Celles autres -Histoires du misogyne qui aimait toutes les femmes- ,2008)  (ISBN 978-950-754-256-5)
- Kallfv Mapu, Tierra Azul (Antología de la Poesía Mapuche Contemporánea) (2008)  (ISBN 978-950-754-255-8)
- Váyanse todos a la mierda, dijo Clint Eastwood (Allez vous tous faire foutre, disait Clint Eastwood, 2007)  (ISBN 978-950-754-235-0)
- Cuentos de Merlin. (2007)  (ISBN 978-950-754-227-5)
- Cuentos de Humor Negro (2007)  (ISBN 978-950-754-238-1)
- Cuentos de duendes de la Patagonia (2006)  (ISBN 978-950-754-211-4)
- El Mágico Mundo de los Vampiros (2006)  (ISBN 950-754-133-0)
- Cuentos de fantasmas (2005)  (ISBN 950-754-136-5)